# 1332 هـ
1332 هـ هي سنة في التقويم الهجري امتدت مقابلةً في التقويم الميلادي بين سنتي 1913 و1914.

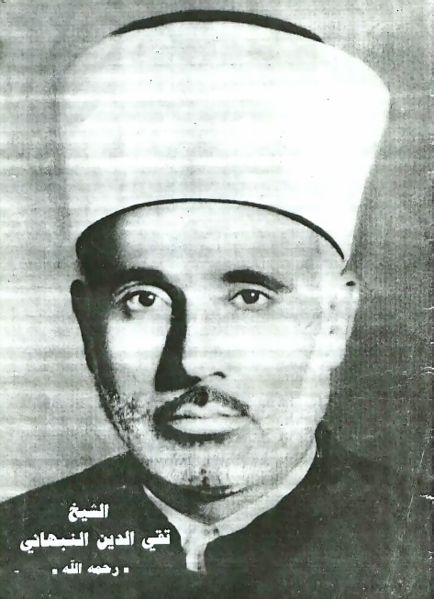
تقي الدين النبهاني

## أحداث
- عبد العزيز آل سعود يعود إلى الرياض بعد أن ضم المنطقة الشرقية بأكملها.
- اندلاع الحرب العالمية الأولى في أوروبا.
- سعود بن عبد العزيز بن متعب الرشيد يتولى الحكم في حائل.
- السلطان عبد العزيز يرسل ابنه سعود بن عبد العزيز آل سعود إلى البحرين وقطر وذلك لكشف أوضاع الدولتين.
- خلع عباس حلمي الثاني من الحكم وتعيين السلطان حسين كامل حاكمًا لمصر.

## مواليد
- أبو الحسن الندوي
- تقي الدين النبهاني
- عبد الرحمن الدوسري
- عبد الرحمن الوكيل
- مجد الدين المؤيدي
- ناصر بن عبد العزيز آل سعود، أمير منطقة نجران، وأمير الرياض.
- فهد الثاني بن سعد الأول بن عبد الرحمن آل سعود.
- عبد الرحمن بن عبد اللطيف بن عبد الله آل الشيخ
- أومبرتو ريتستانو
- سلمان الخاقاني
- طاهر زمخشري
- عبد الرحمن الشاغوري
- علي النمازي الشاهرودي
- محمد سعيد كمال
- محمد علي العمري
- محمد مكية
- مرتضى العسكري
- يوسف عز الدين عيسى
- فؤاد جميل، أكاديمي ومترجم وباحث عراقي.

### شوال
- 25 شوال - محمد أبو شهبة، عالم دين مصرية.

## وفيات
- جان ديريو
- جرجي زيدان
- زينب فواز
- شبلي النعماني
- علي زنيبر
- هند عمون
- ياكب بارت
- يوسف طلعت
- أحمد فتحي زغلول
- جمال الدين القاسمي
- نور الدين السالمي
- أبو الفضل الكلبايكاني